# The Singles 81–98
The Singles 81>98 – szósta kompilacja brytyjskiej grupy muzycznej Depeche Mode. Box wydano 3 września 2001, przez Mute Records. Wydanie zawiera dwa albumy "The Singles 81>85" i "The Singles 86>98" z singlami zespołu z lat 1981-2001.
Do płyty "The Singles 81>85", której reedycja miała miejsce w 1997, dodano dwie piosenki: "Photographic" (Some Bizzare Version), znajdującą się na kompilacji "Some Bizzare Album" z 1981, i "Just Can’t Get Enough" (Schizo Mix), pochodzącą z singla o tym samym tytule.

## Lista utworów

### CD1: The Singles 81>85
1. "Dreaming of Me"
2. "New Life"
3. "Just Can’t Get Enough"
4. "See You"
5. "The Meaning of Love"
6. "Leave in Silence"
7. "Get the Balance Right!"
8. "Everything Counts"
9. "Love, in Itself"
10. "People Are People"
11. "Master and Servant"
12. "Blasphemous Rumours"
13. "Somebody"
14. "Shake the Disease"
15. "It’s Called a Heart"
16. "Photographic" (Some Bizzare Version)
17. "Just Can’t Get Enough" (Schizo Mix)

### CD2: The Singles 86>98
1. "Stripped"
2. "A Question of Lust"
3. "A Question of Time"
4. "Strangelove"
5. "Never Let Me Down Again"
6. "Behind the Wheel"
7. "Personal Jesus"
8. "Enjoy the Silence"
9. "Policy of Truth"
10. "World in My Eyes"

### CD3: The Singles 86>98
1. "I Feel You"
2. "Walking in My Shoes"
3. "Condemnation"
4. "In Your Room"
5. "Barrel of a Gun"
6. "It’s No Good"
7. "Home"
8. "Useless"
9. "Only When I Lose Myself"
10. "Little 15"
11. "Everything Counts (Live)"

## Twórcy albumu
- Dave Gahan
- Martin Gore
- Andy Fletcher
- Alan Wilder
- Vince Clarke

- Produkcja: Mark Bell (LFO)
- Nagrywano w Rak Studios Londyn (Wielka Brytania), Sound Design Studios Santa Barbara i Electric Lady Studios Nowy Jork (USA)
- Inżynierowie: Gareth Jones i Paul Freegard
- Miks: Steve Fitzmaurice
- Autor okładki: Anton Corbijn, FORM
- Wydawca: Virgin
- Dystrybucja:
- Etykieta: Reprise